# علي باشا يكن
علي باشا يكن سياسي عثماني شغل منصب والي مصر منذ 1748 حتى 1748.